# クロスゲーム
『クロスゲーム』（CROSS GAME）は、あだち充による日本の漫画作品。『週刊少年サンデー』（小学館）にて、連載された。

## 概要
主人公・樹多村光と、その幼馴染である月島家の四姉妹、長女の一葉、次女の若葉、三女の青葉、四女の紅葉を通しての青春を描く野球漫画。第一部「若葉の季節」は小学生時代、第二部は中学生時代から高校3年生の夏の北東京大会二回戦終了まで、第三部は決勝戦とその前後を描く構成になっている。2008年第43号の第二部終了後しばし休載し、2009年15号の第三部開始によって連載が再開する。2010年12号にて完結。2021年8月時点で累計発行部数は950万部を記録している。
高校野球という題材を活かし、青春とスポーツの爽やかさとほろ苦さを描いたあだち充らしい作品である。中等部末期〜高等部初期の内容については、特待生制度・学校の姿勢・監督の方針などの高校野球の暗部にクリティックを含んだ視線を向けた点も小学館漫画賞などで評価されている。
2009年、第54回小学館漫画賞少年向け部門受賞。同年4月から翌年3月までの1年間、テレビアニメが放送された。
なおタイトルの英語表記は「CROSS GAME」であるが、接戦を意味する野球用語のクロスゲームは「close game」であり、別の語となっている。

## あらすじ
主人公はスポーツ用品店・キタムラスポーツの一人息子である樹多村 光（以下「コウ」と記述）。近所のバッティングセンターを営む月島家（父親と長女・一葉、次女・若葉、三女・青葉、四女・紅葉）とは家族ぐるみの付き合いであり、同い年の若葉とは特に親しかったが、その反面1歳年下の青葉とは犬猿の仲だった。
初めは野球に興味がなかったコウだが、青葉の投球フォームを見て憧れ、人知れずトレーニングを始める。そして小５の夏、若葉が突然の事故で亡くなる。
中学生になったコウは、野球部にこそ所属していなかったがトレーニングは続けていた。そして、小学生の頃から付き合いがあった中西、赤石と共に星秀学園高等部野球部に入部したが、星秀では校長が病に倒れ、校長代理となった教頭が野球部の甲子園出場を掲げ、新たに外部から名監督との呼び声高い大門監督を招聘し、超高校級との呼び声高い東や高い野球センスを持つ三木など、有望な野球留学生を集めるようになっていた。そして、野球部は野球留学生及び選抜テストに合格した部員が「一軍」とされ、以前からの監督である前野と、選抜テスト不合格もしくは受けなかった部員は「二軍」に追いやられる（「プレハブ組」）。大門の下で野球をすることを嫌がったコウたちは、選抜テストを受けなかったためプレハブ組に配属され、前野と共に打倒・大門と甲子園出場を目指して練習を積むが、１年夏の地区予選前の一軍対二軍の試合で惜敗する。
夏休みに入り、一軍は甲子園を目指し北東京大会を戦っていたが、純粋に勝利を目指そうとしない大門の方針に東や三木は反感を抱いていた。一方、プレハブ組は改めて打倒大門と甲子園出場を目指し、廃校になった小学校で前野から特訓を受ける。そして夏休みも後半になり、校長代理からプレハブ組の解散が命じられると、前野はクビを懸けて一軍との再戦を申し入れる。しかし一軍では、大門の方針に我慢できなくなった三木が他校へ転校し、東は「甲子園への近道を見極めるために」試合出場を拒否する。こうして迎えた試合当日、一軍は大門が目を付けた中学３年生たち、二軍は高校進学前の青葉が助っ人として参戦したその試合で、コウは事前に捕手の赤石と立てていた作戦通りの快投を見せて完封勝利を収める。その結果、一軍野球部が解散となり大門は解任され、大門に集められた一軍の部員たちや教頭は他校へ転校するが、東は星秀に残ってコウたちと甲子園出場を目指す道を選ぶ。
翌春、青葉も高等部野球部に加わるが、女子であるが故に公式戦には出場できない。それでも、青葉は欠かさず練習に出て野球部を鼓舞し、コウがエース、赤石が捕手、中西が３番打者、東が４番打者となった新チームは悲願の甲子園出場を目指す。

## 登場人物
学年・年齢は第3巻開始時点のもの。第2部開始直後の2巻は1つ下。また、8巻・13巻で1つずつ上に進級する。

### 主要人物
樹多村 光（きたむら こう）
声 - 入野自由
右投げ右打ち。投手。
本作の主人公。通称「コウ」。
実家はスポーツ用品店を営んでおり、子供の頃から仕事を手伝うこともあった。近所の月島家とは「月島バッティングセンター」の取引相手であるだけでなく家族ぐるみの付き合いをしている。特に同じ日に生まれた次女の若葉とはとても仲がよく、両想いだった。野球はしたことがなかったが、月島家が営むバッティングセンターに幼少のときから通っていたため、直球に対するバッティングだけは上手かった。小学5年生のときに月島家の三女青葉にピッチングで負けてから、その投球フォームに憧れるようになり、若葉の勧めもあって青葉がしているものと同じトレーニングを始める。
中等部では野球部に入らなかったが、個人での投球練習などは継続。3年の秋からは野球部に所属していた赤石と、先輩との対立が原因で野球部を退部していた中西の取り計らいにより、影での特訓を積む。高等部では野球部に入部。しばらくは赤石ともども選抜試験を受けずに二軍扱いである「プレハブ組」に在籍しつつ、一軍への反撃の機をうかがうことになった。
プレハブ組と一軍の初対戦では敗北を喫するものの、試合経験とスタミナの乏しさを補って余りある資質を発揮し、一軍の主力打者であった東から認められる。互いの監督の解任をかけた再試合では、東と三木を欠いた一軍を寄せ付けぬ投球によりプレハブ組を快勝に導いた。元プレハブ組に東を加え体制を一新したその後の野球部ではエースを務める。
当初変化球はいまひとつだったが、直球はバントも容易にできないほどの威力。豪速球派だがコントロールも良い。コーチ役である青葉が新しい変化球を教えると1週間でマスターするなど、野球センスは高い。用いる変化球は、青葉に教わったスライダー、カーブ、カットボール、高2の時に竜旺戦で投げたチェンジアップ。青葉のフォームを参考にした力みの無い投球フォームをしている。バッティングは緩急を付けられると簡単に引っかかってしまうものの、「東の次に危険」と言われるほど評価は高い。チーム一の俊足でもある。
野球部では東に次いでモテるようで、コウに悪い虫がつかないようにと青葉と付き合っているというデマを赤石が流した事もある。しかし高2のバレンタインではチョコは4個しか貰えず、女子の青葉より少なかった。東が青葉に語る限りでは「いまだに根強いんだよ、おまえとつき合っているというウワサが。」とのこと。
青葉とは喧嘩ばかりしているが、実は似たもの同士でお互いの事は誰よりも良く理解しあっている。また、青葉が誰かとデートすることを紅葉から聞き動揺したり、青葉と水輝の相合傘が描かれた張り紙を剥がして捨てるなどの場面も見られる。本人曰く「青葉は寝ている時が一番可愛い」らしい。
幼い頃は青葉と同じくすぐ動揺しがちだったが、高校生では若葉のように落ち着いた性格へ成長する。ウソをつくのは昔から得意だったこともあり、自分のプレッシャーや不安などは表に出さずに周囲を元気づける役目にまわることが多い。
スポーツ用品店の息子として大口の注文を取るとお小遣いが増えるため、スポーツを紹介してはその用具の一括購入まで勧めるという行為をしばしば試みたが、一度被害に遭った中西に阻止された。
6月10日生まれ。好物はそば。読書家。声帯模写が上手く、料理もこなせる。
経歴：区立千川北小学校 - 星秀学園中等部 - 星秀学園高等部
月島 青葉（つきしま あおば）
声 - 戸松遥
月島家の三女。右投げ右打ち。投手。
本作の準主人公。
幼いときから野球が好きで、中等部・高等部では男子に混じって野球部に所属。速球は高等部1年時で約130km/h、加えて変化球も操る本格派投手。投手だけでなくセンターなども務め、走攻守いずれも高い野球センスを持つ。「一軍」との試合にあたって、東以外の打者からは弱点を発見し分析した。女子であるためにバッティング練習や練習試合でしか投球させてもらえないので、全力投球は多くは見られない。ピッチングフォームは素晴らしく、青葉のフォームを真似たコウのフォームを見た東純平に「ヒジを痛めない理想的なフォーム」と言わしめるほど。その実力は学年一の才能とも評価されており、また、女子野球日本代表の1次選考に通るほどである。高校野球の公式戦に出場できない事は理解しているが、それでも他の部員より早く来て練習している。好みの男性は「160km/hのストレートを投げられる男」。自宅に五十嵐亮太に似たポスターを貼っている。
ひとつ上の若葉のことを「ワカちゃん」と呼び、いつも一緒に遊んでもらおうとするほどに大好きだった。若葉亡き後も若葉の私物は一切捨てていない。
若葉がコウにいつもベッタリだったこともあり、コウに対しては激しく反発する。しかしコウの野球の実力は認めており、小学生時代の草野球では、実力を垣間見た途端敬遠の死球を与えていた。また、内心コウのことが特別に気になっているそぶりが多い。
コウの事を下の名前で呼ぶ事は滅多になく、「アンタ」や「アイツ」、または皮肉を込めて「樹多村先輩」と呼ぶ。
性格はボーイッシュで快活だが、ガサツで意地を張り過ぎるところがある。コウに対する言動は特にきつく、青葉がコウに珍しく「ありがとう」と言った後は、雨が降ったり電車が止まったりと良くないことが起こりがちである。一葉をはじめとする周囲には、「あんた（青葉）とコウちゃんはよく似てる」と何度も言われていて、事実性格や言動に共通点が多い。その性格や活躍ぶりからバレンタインデーにはコウ以上にチョコを貰っていた。
容姿の良さから男子に非常にモテるが、誰も相手にせず誰とも付き合ったことがない。ただ、東雄平に思いを告げられた後は多少は意識するところはあった。バレンタインデーではコウを介して東にチョコレートを渡すことになったが、実のところそのチョコレートは素直になれずにコウへのプレゼントだと言えなくなってしまったものであった。自分が魅力的な女性であるという自覚は無く、あかねと東には自分の魅力に気づくように諭されている。女の子らしい服装は好まず制服以外にスカートは持っていない。だが扉絵では一度デニムスカートを穿いている。また、水着はピンク色のハイレグ（アニメでは黄色）。
料理はかなりヘタなので、喫茶店の店番が青葉一人のときは、常連客はコーヒーしか注文しない。それでもナポリタンはコウに食べさせるためにそれなりに上達している。
コウが3年生の夏の地区大会決勝戦の前にウソという形で告げた3つの言葉である「160km/h出す、甲子園に行く、そして青葉が一番好きだ」の内、前者2つをコウが言葉と裏腹に達成したことで本当の気持ちを知る。そして試合後、ウソをついたコウに対し「ずっと大嫌いだったんだから」と言葉では同じくウソで返答してしまうものの、コウの胸にすがって泣いて気持ちを伝え合った。対抗心から生じた関心が変化したのか最初から好意の裏返しだったのかは定かでないが、コウが160km/hを達成する以前の幼少期から、コウに対してずっと特別な感情を抱き続けていた。
血液型はB型。靴のサイズは23.5cmで底にマジックで野球のボールのマークを描いている。
アニメでは女子野球代表セレクションを受けるも、練習中に東の打球が足に直撃し、入院したため棄権。回復したところで代表監督から特別枠での出場を打診されたが星秀の甲子園行きを見届けるため再度辞退した。
経歴：区立千川北小学校 - 星秀学園中等部 - 星秀学園高等部
月島 若葉（つきしま わかば）
声 - 神田朱未
月島家の次女。故人（開始当時：小学5年生）。
本作のヒロイン。コウの幼馴染みで、同じ日に、同じ病院で生まれたこともあってとても仲がよかった。性格が明るく、コウが学年で一番可愛いと思っていたほどに容姿が良く、赤石など多くの男子から好意を寄せられていた。だが、本人はコウの部屋に貼った「20歳までの誕生日プレゼント予定表」の最後の欄（20歳でのプレゼント)に「婚約指輪」と書き込むほど、コウのことが大好きだった。帰り際にはいつもコウの頬にキスをしてもいた。コウとは思い合っていたが、小5の夏のスイミングスクールのキャンプ中に川の深みに足を取られた下級生を助けようとして激流に巻き込まれ、病院で息をひき取った。葬式は夏祭りの日に行われた。若葉亡き後もコウは、若葉が貼った予定表に沿って「プレゼント」を毎年購入し、箱に収めている。そして寝坊助なコウのために2年連続で若葉が贈った目覚まし時計は、今でも使われ続けている。
青葉にはコウはその気になれば160km/hの球を投げられると語るが、「でも、奪っちゃダメだからね。」とも告げていた。このことは青葉のコウに対する気持ちに影を落としている様子。ただし、生前に七夕の短冊には『コウと青葉が仲良くなりますように』と書いてもいた。
キャンプに行く前日の夜に甲子園で試合をしているコウたちの夢を見てそれを赤石に語ったことがコウが本気で野球をするきっかけになる。
6月10日生まれ。血液型はAB型。水泳が得意でよくコウや青葉とプールに行っていた。
アニメでは展開を速めて第1話で故人となり、省略された登場シーンは第2話以降の回想にて補完される。
経歴：区立千川北小学校（他界）
滝川 あかね（たきがわ あかね）
声 - 神田朱未
聖泉女学園2年生（コウと同学年）。
月島若葉に瓜二つであり、樹多村スポーツの隣に越して来てコウや青葉たちを驚かせる。近所でもそのことで評判。赤石は「幽霊もちゃんと年をとるのかなァ。」、青葉は「死んだ人間も年をとるのかなァ。」と発言していたほど。
両親は「そば滝川」を営む。女子高の生徒ながらも成績優秀で可愛らしいため他校の男子から人気だが、彼氏はいない。兄弟姉妹はおらず、青葉のような活発な妹が欲しかったという。小学生時代は病弱で学校を休みがちで部屋で読書やお絵描きばかりしていたため、青葉のように元気に走り回れる女の子に憧れていたらしい。月島家が経営する喫茶クローバーでアルバイトを始め、そのことがきっかけで青葉ともかなり親しくなっていく。美術部所属であり、高2の時には青葉をモデルにした「全国高校野球選手権大会ポスター用原画コンクール」で応募総数1231点の中からグランプリを受賞するなどかなりの腕前。
高3の年に星秀野球部が挑む夏の北東京大会決勝戦の日に手術を受けることになるも無事に成功し、試合を病室のテレビの前で応援した。
6月25日生まれ。血液型はA型。クッションの手作りなど手芸が趣味。
アニメでは秋季戦を一葉や紅葉と共に見に来てコウの投球に感心しており、そのことがコウから手本にした青葉のピッチングフォームの写真を借り受けてコンクールの絵を描くきっかけとなった。また大晦日の日に年越しソバの注文で店が大わらわとなり見かねたコウに手伝って貰う一幕も。
東 雄平（あずま ゆうへい）
声 - 櫻井孝宏
左投げ左打ち。一塁手。
高等部に「野球留学生」として入学。関心のない人物の顔は何度見ても覚えられないが、コウや竜旺学院の三島などの実力のある選手の顔と名前はすぐに覚える。コウの能力を初対戦時から高く買っており、一軍対プレハブ組の再戦ではどちらにつくのが甲子園出場への近道かを計るため、わざと怪我をして出場しなかった。「一軍」の解散により特待生ではなくなったが、チームメイトが違う学校へ去っていく中、コウがいる星秀学園を「甲子園への近道」と見定めて唯一残留を選ぶ。コウたちと親しくなる一方、すぐ傍で実力を伸ばしていくコウと戦えないことには複雑な感情を抱いており、対戦相手の三島を羨ましく思う場面もあった。兄の純平があくまでアパートが見つかるまでと頼み込みコウの家に身を寄せることになるものの、連載終了時も居候生活は続いている。
高校生としてはトップクラスの実力で、青葉の力をもってしても弱点を見つけられないほど。その長打率は8割を超える。送りバントをダブルプレーにするなど守備も上手く、足も速い。バッターとしてのスタイルは、実況アナウンサーによれば「鎧ごと叩き斬る剛剣の迫力」。
かつて兄の地区大会決勝戦当日、ふざけて階段から足を踏み外したところを兄にかばわれ、選手生命を絶つ怪我を負わせるという事故を起してしまった。これ以降兄の代わりに甲子園を目指すことに固執し、自他に対して厳しい態度を取っていた。だが兄が本心から立ち直っていることを理解し、コウに過去を打ち明けたこともあって、自然と野球を楽しめるように変化していく。
野球部では一番モテているが、本人は青葉に好意を持っており、バレンタインデー前に「今のところおれがつき合ってもいいと思うのは、おまえくらいだからな。」と青葉に直接伝えた。また、自分の打球で青葉が骨折した際には自ら月島家まで行き荷物を運んだりしている。兄の純平と青葉の姉の一葉が結婚すれば青葉とは義兄弟になるという話題で、「義兄弟は結婚できるんだよな？」と青葉に問いかけてみたこともある。一方で、青葉とコウの互いの本当の思いに気付いており、2人の気持ちを慮って橋渡しをするような行動も多い。
当初は自己中心的で攻撃的な性格をしていたが、コウたちと接していくとともに穏やかになる。また、かつては本塁打を打ってさえ冷静だったが、甲子園出場をかけた決勝の竜旺戦で及川から三塁打を打った際にはガッツポーズを見せた。
5月生まれ。
経歴：星秀学園高等部

### 星秀学園

#### 硬式野球部
赤石 修（あかいし おさむ）
声 - 乃村健次
コウと若葉の同級生で幼馴染。酒屋の息子。捕手。
若葉のことが好きだったが、コウの存在もあり両思いはかなわなかった。小学生のときはガキ大将で一番喧嘩が強かったとのこと。中学に入って以降は喧嘩らしい喧嘩を一度もしていないものの実は中西よりも強く、あかねに迫ったチンピラを威圧感だけで追い払った事もある。
小学生時代はリトルリーグに所属していたが、エース投手の座を争った相手に暴力をふるったためチームを去る。コウが初めてプレイした草野球の試合で途中から登板し、100km/h超の速球を投げたがコウにホームランを打たれた。中学校からは野球部に入って練習に打ち込み、3年時にはキャプテンを務めた。
高等部ではコウらと共に野球部へ入部し、選抜試験を受けずプレハブ組となった。捕手になった理由は、若葉が死ぬ前日の夜に甲子園で捕手をやっている赤石の夢を見たことを聞かされたため。あかねが現れてからは、若葉の生き写しであるあかねの事が気になっているが、コウと一緒にいるときの月島若葉の笑顔が一番だったと考え、東の見立てによれば赤石はコウのことが若葉と同じくらい大好きでもあるため、コウとあかねを結び付けようとする。しかし最終的には周囲の計らいもあり、あかねと親密な関係になった。
基本的にポーカーフェイスであるが、繊細で不器用であり、あかねが入院した際にはかなりのスランプに陥る。それを理解していたコウは試合が終わるまであかねの手術の事を黙っていた。またキャッチャーを始める前から洞察力は高く、コウが運動会で巻いていた鉢巻に書いてあった「頑張れ」が若葉の字だと気付き、若葉にその字を自分のノートに書いてもらい、今でも「宝物」として大事に持っている。
強肩を持ち前としており、東にもすぐ名前を覚えられている。良いリードをし、バッティングでも三振が少なくないが長打力があるため5番打者を担当。プレハブ組時代や東の不在時には4番を担当。その実力は星秀を見下す大門が「東以外で怪我をして欲しいのは、ピッチャーとキャッチャーぐらい」と発言し、三島と及川も「ウチ（竜旺）のキャッチャーを上回る」と評価するほどである。
高3時にはキャプテンを務める。
経歴：区立千川北小学校 - 星秀学園中等部 - 星秀学園高等部
中西 大気（なかにし だいき）
声 - 園部好德
三塁手。(一塁手、捕手)
コウとは小学校時代からの同級生で、お揃いのユニフォーム注文などでの腐れ縁。コウに初めて野球を教えた人物でもある。おだてると即その気になるお人好し。
中等部では一旦野球部に入るものの、当時のゲスな3年生を全員殴り倒して僅か3ヶ月で退部した。しかし退部後もトレーニングは続けていた。喧嘩は赤石に次いで2番目に強い。
高等部に進学すると、コウや赤石と共に選抜試験を受けず、プレハブ組となる。小学生の時は捕手だったが、プレハブ組では一塁手を担当。しかし東とポジションが重なるため、三塁手にコンバートされる。太り気味であり、監督から5kgの減量を命じられ、幾度も間食を注意されている。2年生の夏の大会の直前に3kg、3年生の夏の大会の直前に2kgやせたようだが、比較される体重の時期が示されていないため、合わせて5kg減量できたと言っていいのかは不明確。2年生になってからは3番打者を務める（プレハブ組時代は5番）。バッティングは良い方で、長打を打つことも少なくないが、体重が災いして走りは遅く、二塁上で刺されてしまう事もしばしば。
経歴：区立千川北小学校 - 星秀学園中等部 - 星秀学園高等部
千田 圭一郎（せんだ けいいちろう）
声 - 岸尾だいすけ
遊撃手。(投手)
コウの中学時代からの同級生。中等部では一応エースで4番を務めていた。お調子者の上にナルシストで自分は女子にモテると思っているが、チームのメンバーにすら存在が忘れられがちで、存在感が薄い。当然東にも名前は覚えてもらえず、アニメではその事を根に持っていたが後に名前を覚えられる。ただし正しく名前を呼ばれたのは青葉との会話の時のみで、本人の前ではまたもや名前を間違られる。
大門監督のもと一軍で投手を任されるが、あくまでバッティングピッチャーとしてであり、酷使により潰れかける。対プレハブ戦で先発するが2回3失点（被安打3、内2本が本塁打）でクビになり、試合途中からプレハブ組となった。前野監督に遊撃手としての才能を見出され、すぐに試合に出場。ミート力はあるが大振りが目立ち、先頭打者であるにもかかわらず三振やフライアウトが極端に多い。
いつも女子からモテたがっているが全く相手にされていない。青葉にも頻繁にアプローチを試みる。マネージャーの志堂にもパシリにされつつ好意をもっていた節がある。
作中の性格がH2における木根と極めて似通っているキャラである。
アニメでは従兄弟の小金沢みどりが登場し、練習に付き合わされることを嫌っている。町内では名前を覚えられていない。
経歴：星秀学園中等部 - 星秀学園高等部
巻原（まきはら）
声 - 遠藤大輔
三塁手。コウ達の2年先輩。
さぼり癖がある、単純な性格の持ち主。中学3年時に気が合わなかった中西に殴り倒されたという因縁がある。実力はあるものの性格が原因でプレハブ組に。一軍対プレハブ組の試合は四番で出場した。試合ではコウの活躍に嫉妬して不真面目にプレーしていた。しかし、試合の終盤からは前野監督の嘘の武勇伝や、「思いっ切り楽しんで来い」という一言により、チームに尽くすようになる。
卒業後も野球部を忘れたわけではなく、3年生になったコウたちが夏の北東京大会決勝で竜旺学院と戦う時は、応援に駆けつけている。星秀が竜旺に競り勝ち、甲子園出場を決めた際には涙を流して喜び合った。 アニメでは卒業後就職した描写があり、応援の場面も増やされている。
経歴：星秀学園中等部 - 星秀学園高等部
前野 千太郎（まえの せんたろう）
声 - 稲葉実
星秀学園高等部の野球部監督。62歳。
大門が赴任する前から監督を務めていた。プレハブ組存続のために監督生命をかけて一軍対プレハブ戦を計画。長く監督をやっているため、強豪の野球部にも顔が利き、試合経験の少ないプレハブ組の実力を高めていった。コウたちが入部してくるまではおとなしい監督だったが、対一軍戦のための練習からスパルタ指導になり、結果プレハブ組は勝利を収め、現職監督に復帰した。
野球に関する知識は優れており、「勝負に拘る采配をしていれば名将と呼ばれていただろう」と言われることもあるが、野球部としての実績は残していなかった。試合で「よろしく頼む」とサインの意味をなさないサインを出すなど、ややいい加減な部分もある。
大久保 博子（おおくぼ ひろこ）
声 - 亀岡真美
プレハブ組出身のふくよかで大柄なマネージャー。あだ名は「デーブ」。体型のことでしばし巻原たちからからかわれるが気にせずにいつも心優しく微笑んでいる。よく働き、対一軍戦で打たれて苛立ったコウが右手を使おうとしたときにそれを止めるなど、よく気が回る。実は帰国子女で、祖父は星秀学園理事長だが、一軍再戦までそのことを公言してはいなかった。
アニメでは、千田曰く偶然だそうだが、2年生時の夏祭りの時に2人で歩いていた。
宮 俊男（みや としお）
声 - 川上貴史
野球部レギュラーの一人。コウ達の1年先輩で、高校3年生時はキャプテン。2番・レフト。
バントを得意とする。一方でスイングは力不足のようで、前野曰く「去年(2年時)までの宮のスイングなら台風でもない限りフェンスは越えなかった」とのことだが、キャプテンに指名されてからの素振りの量は半端ではなかったらしく、それが功を奏して霧ヶ丘西高戦では本塁打を放った。
高田 智史（たかだ さとし）
野球部レギュラーの一人。コウ達の1年先輩。7番・セカンド。
参能戦におけるデータでは「引っ張り専門の左打者で、三遊間（への打球）はなし」だったが、偶然にもその試合で三遊間のヒットを放った。
森中 渡（もりなか わたる）
野球部レギュラーの一人。コウ達の1年先輩。8番・センター。
岩井 哲（いわい てつ）
野球部レギュラーの一人。コウ達の1年先輩。9番・ライト。
三谷（みたに）
声 - 宮崎寛務
野球部レギュラーの一人。コウ達の1年後輩。2番・センター。
都立瀬名高との対戦で三木に星秀打線が封じられていた際、決勝点となる3ランホームランを打った。
江原、浜、八代と同様に青葉に好意を持っており、女子故に公式戦に出られない青葉の悔しさを理解していた。また、自分達で決めた成績を試合で残したらデートをする約束を提案していた。
アニメでは中学時代に江原、浜、八代と共に登場しており、この頃から4人共、青葉に好意を持っていた。
江原（えはら）
声 - 川上貴史
野球部レギュラーの一人。コウ達の1年後輩。7番・セカンド。
浜（はま）
野球部レギュラーの一人。コウ達の1年後輩。8番・ライト。
八代（やしろ）
声 - 金光宣明
野球部レギュラーの一人。コウ達の1年後輩。9番・レフト。

#### 関係者
大久保 横道（おおくぼ よこみち）
声 - 麦人
星秀学園の理事長。
大久保博子の祖父。赤石の父親が営んでいる酒屋の常連客でもある。約束事などに対しては非常に頑固な性格。理事長である事には志堂教頭以外気づかなかったことから、あまり顔を表に出していない模様。一軍対プレハブ組の試合ではお忍びで青葉と観戦していたが、監督の座をかけた再戦では一軍とプレハブ組のベンチを行き交っていた。
加藤（かとう）
星秀学園の校長。病気療養で入院していたが、現場復帰した。入院中、志堂が教頭だった頃は彼を信用していた。
糸山 徹（いとやま とおる）
声 - 堂坂晃三
星秀学園中等部の野球部監督。35歳。
青葉や赤石、千田、巻原らに野球を教えた。監督といってもチームへの指示は殆どキャプテンが出している。高等部の大門元監督には頭が上がらなかった。野球を心から愛している青葉に期待している。

#### 生徒
志堂 理沙（しどう りさ）
声 - 平田裕香
星秀学園高等部1年生。元野球部のマネージャー。
元校長代理の娘。元一軍のマネージャー。帰国子女である。エリート意識が強くあまり働かない。野球部マネージャーでありながら野球には興味が無く、サイクルヒットをマイケルヒットと言う程知識も乏しい。一軍とプレハブ組再戦の時は夏休み中でヨーロッパ旅行のため不在だった。一軍の試合の敗北後、系列校に転任した元校長代理にはついて行かず、現在はブティックを経営する母親と2人暮らし。両親は離婚調停中という噂がある。親の七光りが無くなった後も態度はそのまま。しばらく野球部に居着いたが、映画『アイドルA』のヒロインのオーディションのため投球フォームを練習し、配役はヒロインをいじめるマネージャー役ながらも起用が決定したことであっさり退部した。デビュー後はドラマなどのオイシイ役柄で活躍している。基本的な性格は変わらないままなものの、マネージャー時代に自分のやるべき仕事を何一つやっていなかったことは自覚するようになり、野球部の活躍を案じていた。
アニメでは青葉の投球フォームを手本にしてオーディションに合格し、青葉に礼を言いに来るなど、野球部のことを気にかける場面が追加されている。
中河 今日子（なかがわ きょうこ）
声 - 須藤絵里花
星秀学園高等部1年生で、陸上部員。
中西のクラスメイトで、中西とはなかなかいい感じの関係。2年生時の夏祭りに中西と共にラムネを買っていた。

#### 転任・転校
志堂 英太郎（しどう えいたろう）
声 - 斉藤次郎
星秀学園の校長代理・教頭。51歳。
病気療養中の校長に代わり学校経営をしている。星秀学園を日本全国で名を通じる高校にしたいと思っており、野球部の甲子園出場を果たすため大門を連れてきた。そのため野球部の一軍に対する費用や待遇は惜しまない。野球は学校と自らの名を広めるための手段と思っており、野球自体に興味はない。「校長代理」と呼ばないと怒る。かつての教員から不正を理事長に告げ口された。一軍対プレハブ組の2戦目で一軍が勝利すれば調査しないとされていたが、一軍は敗戦。その後、“自然に恵まれた”星秀学園山奥校に転任（左遷）となった。
大門 秀悟（だいもん しゅうご）
声 - 古澤徹
星秀学園高等部の野球部監督。48歳。
元一軍の監督。甲子園での優勝経験を買われ志堂教頭が連れてきた。野球留学生である東らを集め、3年生やコウ達をプレハブ組に追いやった。甲子園出場校の監督を幾度も務めているが、黒いうわさがあり、指導した選手でその後プロとして大成した者はいないという。名将とされているが、選手の能力を見抜ききれず、采配ミスもたびたび犯している。これらは自身のミスを決して認めない傲慢さが原因であり、平然と選手を使い潰したり、采配ミスだと暗に指摘したレギュラー選手を試合に出さないなど指導者として問題がある人物。負けた方の監督が解任されるという条件の下行われた一軍対プレハブ組の2戦目で敗戦。解任され、新しい雇い主を求めて星秀学園を出て行った。その後、黒駒実業高校野球部の監督になったが、強引な選手集めとプライド任せの采配は変わらず、三木がエースである都立瀬名高校に1-2で負けてしまう。アニメではその後、決勝での星秀対竜旺を中継で観ていた。
三木 竜正（みき たつまさ）
声 - 宮崎寛務
星秀学園高等部1年生。中堅手。
高等部に野球留学生として入ってきた。基本的に器用なバッター。球種を問わず外寄りが得意で、追い込まれるまでは内角に手を出さない。プレハブ組との試合中に星秀学園を選んだ事が間違っていたのではないかと不安を感じ始める。夏の地区大会の3回戦で大門監督の指示を無視してファインプレイをした結果、監督のミスを皆に気付かせてしまう。そのため、四回戦からはスタメンを外される。その後、「勝ったら全員で抱き合える野球」を求めて転校した。
大門が連れて来た留学生の中でも、野球センスは飛び抜けている。中学校では4番でエースだった為、外野手としてだけでなく控え投手としても期待されていた。東はその実力を高く買っていたため、三木の転校を惜しんだ。
転入先の都立瀬名高校は野球では無名だったが、12人しかいない野球部の一員となって、練習指導なども行う。監督は指導技術は低いものの野球好きの教員であり、三木も「野球好きが1番」と語る。3年生の夏の大会では、エースで4番。投手としては、豪腕ではないが、3つの塁とボールカウントをいっぱいに使って相手を打ち取るクレバーな試合運びを見せる。初戦では大門が率いる黒駒実業高校を打ち破り、仲間たちと抱き合った。次の試合では星秀学園と当たり、7回までは0対0で粘ったが、8回に3失点。9回に自身の本塁打で反撃するもこの1安打1得点に終わり、1-3で敗退。三木の高校野球は終わる。その活躍は三島や及川にも評価された。
経歴：星秀学園高等部 - 都立瀬名高校
岸部 啓介（きしべ けいすけ）
声 - 堂坂晃三
元星秀学園高等部1年生。遊撃手。
高等部に野球留学生として入ってきた。一軍のクリーンアップの一角。スイングの速さはチームでも1、2を争うほど。高目の球が得意で多少コースが外れていても外角球に手を出す。足も速い。中学校では4番でエースだった。東からの評価も高く、東が出場を拒否したプレハブ組との再戦では4番を務めた。大門監督が解雇されたので後を追って他校へ転校した。
経歴：星秀学園高等部 - 転校
神川 昇（かみかわ のぼる）
声 - 斉藤次郎
星秀学園高等部1年生。投手。
高等部に野球留学生として入ってきた。完封型ではないが、1試合を2〜3点で抑えられる。武器は緩急を付けた多彩な変化球。東は1年前にあと4〜5km/hは速くなると踏んでいたが、思った程伸びなかった。東によると、神川の変化球は7回を越えるとキレが悪くなるらしく、プレハブ組との試合でも、1戦目では登板して7イニング目、2戦目でも7回から失点している。また、コウへの対抗意識からか無謀に直球勝負を挑んで痛打される場面もあった。大門監督が解雇されたので後を追って他校へ転校した。
経歴：星秀学園高等部 - 転校

### 竜旺学院高校
寺田（てらだ）監督
声 - 金光宣明
野球部監督。名門・竜旺学院を率いる監督。4期連続甲子園に出場、三島らが3年生のセンバツで全国優勝を果たした。
青葉曰く「大門監督に比べて憎めない」顔。人柄も良い。
三島 敬太郎（みしま けいたろう）
声 - 野島健児
竜旺学院高校2年生（コウと同学年）。右投げ右打ち。三塁手（2年時の星秀戦では志摩野に代わっての途中出場だったため一塁手）。
東がたった一度会っただけで名前を覚えた強打者。東とはシニアリーグで顔見知りである。1年の夏に1年生では唯一、6番・センターで出場し、最初の打席でセンター越えのホームランを打っている。だがその直後・3回の守備で骨折し全治6ヶ月の重傷を負う。そのため、翌年のセンバツには監督が大事を取って出場させていない。その実力の高さから志摩野に煙たがられ、レギュラーには定着しておらず、世間での知名度は低かったが、監督や及川、一部の竜旺の女子など当時から既に三島を評価する者もいた。星秀学園高等部との試合中に骨折して病院送りとなった志摩野に代わって出場、それ以降レギュラーに定着する。楽しくなると口が軽くなる癖があり、上記の試合中、志摩野に挑発ともとれる発言をしたこともある。
バッティングのタイプは、実況アナウンサーによれば「相手が斬られた事に気付かない名刀の切れ味」。
器用でバスケットボールやUFOキャッチャーも得意。
及川 卓郎（おいかわ たくろう）
声 - 奈良徹
竜旺学院高校2年生（コウと同学年）。右投げ右打ち。投手。
竜旺学院高校右のエース。直球は140km/hを超える本格速球派。3年になってからの地区大会決勝戦でコウと対決した際には150km/hをたたき出す。全く同じフォーム、全く同じ腕の振りで、複数の球種を投げ分けられる。クイックで投げてもキレも制球も乱れず、盗む癖もなければ、牽制もうまい。
考えた事は遠慮なく口にするタイプであり、監督には、静かな松島と比較されて「おしゃべりエース」と呼ばれる。だが試合運びは技巧派かつ頭脳派。勝利の為ならば敬遠も厭わない姿勢。速球を誇るコウにやや対抗心を見せた場面でも、コウの超高校級の球速を目の当たりにしたこととキャッチャーに「スピード競争してみるか？」と水を向けられたことで「野球やろうぜ」と自分のスタイルに立ち返る。また三島とは対称的に女子からの人気は低いが、守備陣を信頼したプレーや士気の鼓舞が上手い性格により監督やチームメイトからの信頼は厚い。打撃は、打数は少ないものの、当時残っていた記録では五割打者。
2年次の地区大会後半からはエース扱いとなる。高校に入ってからの被本塁打はゼロだったが、3年次の地区大会決勝ではコウに本塁打を許し、それが決勝点となった。
志摩野 忠（しまの ただし）
声 - 浜田賢二
竜旺学院高校3年生（コウの1学年上）。左投げ左打ち。一塁手。
竜旺学院の四番。高校通算50本塁打を超えるスラッガー。実力は確かで東にも名前を覚えられているが、スターを気取る傲慢な性格で周囲からの人気は低い。三島によれば「志摩野さんの野球の才能は高校まで」との事。「シマチュウ」のニックネームで呼ばれている。
星秀学園高等部との試合中ではその評判に見合うだけの活躍をし、コウの速球をファールとはいえ2連続でホームラン級の当たりで打ち返す。東の火の出るような当たりを執念のベアハンドキャッチで止めるなど、尋常ではない執念も持ち合わせる。だがこの際に左手を骨折。そのまま病院送りとなり、その後の動向は描かれていない。
アニメでは従姉妹の志摩野恵がいる。
松島（まつしま）
声 - 鈴木恭輔
竜旺学院高校3年生（コウの1学年上）。左投げ左打ち。投手。
竜旺学院高校左のエース。直球は140km/hを超える本格速球派。冷静沈着なピッチングから「静かなエース」の異名を持ち、自分が高めで三振を奪うときはフォームが崩れた証拠と試合中に自己分析できるほど。キレのいいスライダーを持つが、東には痛打された。及川にスタミナ不足を指摘されている。風貌も投げ方も瓜二つの3歳下の弟がおり、あとを追って入学している。
久保 雄二（くぼ ゆうじ）
竜旺学院高校1年生。三塁手。
野球留学生として高等部から星秀学園に入学。一軍のクリーンアップの一角だが、東には顔を覚えてもらえていない。フルスイングを信条とし、よく脇腹を痛める。有望な中学生の三塁手が見付かったので用無しとされ、プレハブ組との再試合ではその中学生にスタメンを奪われた。大門監督が解雇されたので、強豪である竜旺学院へ転校した。しかし竜旺学院では練習試合にも出してもらえず雑用を押し付けられているが、本人にその自覚はなくプレハブ組を見下していた。
経歴：星秀学園高等部（中退）- 竜旺学院高校

### 月島家
月島 清次（つきしま せいじ）
声 - 川津泰彦
月島家の主。51歳（開始当時：46歳）。
「月島バッティングセンター」と「喫茶クローバー」を経営している。幼いころからコウと若葉が仲が良かったため、コウとはかなり親しい仲。基本的にいつも明るい性格である。高校時代はチームの控え捕手として甲子園に行ったことがある。男の子が生まれたら野球選手にするつもりだった。大きな笑い声とイビキが特徴。面倒見が良くお人好し。働き者で娘思い。妻とは若葉が小学校2年生の時に死別しているが、当時は酒を飲むたびに泣いていた。ヘビースモーカーでもある。
月島 一葉（つきしま いちよう）
声 - 豊口めぐみ
月島家の長女。大学3年生（開始当時：高校1年生）。
家庭では、早くに他界した母親の代わりとなっている。高校時代は言葉遣いなどが荒っぽいところがあったが、それ以降は穏やかになっている。（アニメでは開始当時から大学時の口調であまり変化はない）。しっかり者で料理も上手く、彼女の作るナポリタンは好評で看板メニュー。喫茶クローバーはほとんど彼女が切り盛りしていたが、あかねがアルバイトに来てからは手が空くようになった。
東純平から一目惚れされ、一葉の方からも好意を抱くようになる。結婚に関しては｢星秀が甲子園に出場すること｣などの条件を出してはいるものの実のところ本人も極めて前向きなようで､純平の両親に挨拶に出向いた。
妹達やコウから「お姉ちゃん」、「一葉姉ちゃん」、「イチ姉」などと呼ばれている。
アニメでは最終回のEDで純平との結婚式の描写が挿入された。
月島 紅葉（つきしま もみじ）
声 - 下屋則子
月島家の四女。千川北小学校5年生（開始当時：幼稚園児）。
幼いときに母と姉を亡くしているが、とても元気で活発な性格。コウとは仲の良い兄妹の様な関係である。
青葉と同様に若葉の事を「ワカちゃん」と呼んでおり、青葉の事は「アオちゃん」と呼ぶ。運動神経がよく、コウとよくキャッチボールをしている。また若葉と同じく水泳も得意。
コウと青葉のお互いに対する気持ちに気付いている節があるが、2人の若葉に対する思いを知っており自身も若葉が大好きなため、幼いなりに色々と気を使っているようである。
成長すると幼くして亡くなった若葉と面影が重なる部分があり、コウが一瞬見間違えてしまうことが幾度かあった。紅葉に初めて会った赤石も驚いていた。
経歴：区立千川北小学校
月島 洋子（つきしま ようこ）
月島家の四姉妹の母親。故人。
開始当時からすでに他界していた（若葉が小学校2年生の時に他界）。月島4姉妹の名前を決めたのは彼女である。
ノモ
声 - 野沢雅子
月島家の飼い猫。物語のマスコット的存在。5歳（開始当時：生後6か月）。
白黒の模様で首に鈴をつけている猫。鳴き声は「み」や「なー」。たまに不敵な笑みをする。
『いつも美空』に登場した「バケ」に似ている。
朝見 水輝（あさみ みずき）
声 - 柿原徹也
月島姉妹のいとこ。
父・勇とともに海外を転々としていたが、本人の「高校生活だけは日本で」との希望により、帰国して物語の途中から月島家に居候している。若葉の葬儀の当時は海外に住んでいたため出席できなかった。
青葉と同い年で、星秀学園に通い、山岳部に所属。将来の夢は父親と同じ登山家。学力は、英語は青葉を上回るものの、他の教科は青葉が上。
普段は優男を振る舞っているが、コウに対しては本人を前にすると敬語で話すが、影では「アイツ」扱いである。
非常にモテるのだが、本人は幼い頃から青葉のことが好き。コウと青葉の関係を危惧したり、雄平と青葉を巡って張り合う場面も見られた。
コウの恋のライバルのように登場したが、野球をやっていないこともあり、徐々に出番が減っていく。コウの悪口ばかりが書いてあった青葉の日記を勝手に見てしまい、その後青葉の真意に気付いたのか月島家を旅立った。

朝見 菊次（あさみ きくじ）
声 - 麻生智久
月島家の四姉妹の祖父。勇と洋子の父親。カメラが趣味で、コウや青葉が幼い頃の写真をたくさん撮っている。
朝見 とき枝（あさみ ときえ）
声 - 野沢雅子
月島家の四姉妹の祖母。勇と洋子の母親。
朝見 勇（あさみ いさむ）
月島家の四姉妹の叔父。洋子の弟。世界的に有名な登山家。どちらかといえば海外で名が知られている。

### 樹多村家
樹多村 健作（きたむら けんさく）
声 - 鈴木琢磨
コウの父親。47歳（開始当時：42歳）。
キタムラスポーツ用品店を経営している。東京ヤクルトスワローズのファン。
樹多村 君江（きたむら きみえ）
声 - 氷上恭子
コウの母親。43歳（開始当時：38歳）。
健作の営むキタムラスポーツ用品店を手伝っている。青葉は君江のコロッケをとても気に入っている。

### その他
東 純平（あずま じゅんぺい）
声 - 真殿光昭
東雄平の兄。26歳。
青果店あずまの跡取り息子で、故障気味の軽トラックを使って仕事をしている。顔立ちはともかくとして、言動は弟の雄平とは似ていないと評される。朗らかだがスケベなところが玉に瑕。雄平によると今の性格になったのは選手生命を絶ってかららしく、本人も高校時代は野球以外の事は何も見えず、チームも自分のワンマンだったと語っている。鷹尾実業高校の元エースで四番であり、高校2年生の時の夏は地区大会準優勝という成績を持つが、春の選抜は不祥事で辞退。プロも注目した高校3年生の時の夏は圧倒的強さで甲子園確実と思われたが、地区大会決勝戦当日の朝に家の階段から足を踏み外した雄平をかばって足の靭帯断裂。甲子園どころか選手生命まで失った悲劇のヒーローとして当時はかなり大きな話題になったという。現在はリハビリの甲斐あって日常生活には支障の無い程に回復しているが、走ることは出来ない。怪我の責任を感じて頑なになる雄平へ野球を楽しむように諭し、雄平が大門に誘われて野球留学生として星秀学園に行くことも反対していた。「野球を楽しめ」は彼の基本姿勢であり口癖でもある。
一葉に一目惚れし、顔を合わせる機会を増やすために遠方の青果店あずまを喫茶クローバーの仕入先として売り込むなど、積極的にアプローチを続けては軽くあしらわれていたが、やがて交際へと至る。一葉から結婚の同意は得るものの「星秀が甲子園に行けたら」という条件を出され、星秀の野球部の打撃コーチに就任。「行くぞ甲子園！出すぞ婚姻届！来いよ披露宴！」という掛け声とともに、自らの高校時代の経験と実力を活かしたかなりハードな指導を行う。ただし地区大会決勝戦では勝利を願う以上にコウや雄平たちを深く気遣う様子を見せていた。
アニメでは一葉へのプロポーズのシーンが追加され、さらに最終回ではエンディングにて結婚式の様子が描写された。
車（くるま）
東京の地区大会での解説者。本作では、3年次の地区大会決勝で登場。
解説者としての力量には疑問符が付き、半ば断言した予想をことごとく外したり、わざとらしく漢字の読みを間違えたり、軽く扱っていた無名選手があとから注目されると「最初から知っていた」などとうそぶくなどの傾向がある。
竜旺学院との決勝戦では試合途中に実況アナウンサーに向かって「賭けますか？いくら賭けますか？」と発言して他の解説者に交代させられた（ただしアニメ版では交代していない）。
アニメ版では、前述のような解説内容で目立つ出番がほとんどなく、声のみの出演となっていた。
H2でも登場している。

### アニメオリジナルキャラクター
小金沢 みどり（こがねざわ みどり）
声 - 渡辺明乃
千田の従兄弟。里見女子高校硬式野球部1年。
女子野球部のエースで、昔から男にも野球で負けたことが無いらしい。千田に練習を付き合わせては嫌がられている。千田から青葉のことを聞かされ、青葉に興味を持ち打席勝負を挑むも、あっさり敗北。しかし、バッティングセンスは青葉が認める程の実力を持っている。その後青葉をライバル視しているも、相手にされていない。実力を認め、同じ高校を勧めるも断られる。志堂理沙と気が合わないが、映画のオーディションのためのバッティング練習に協力したことも。女子野球代表セレクションに青葉と受け、補欠で合格。しかし、合宿では一番実力を伸ばしたのではないかと尾崎が青葉に話した。
松山 ユキ（まつやま ゆき）
声 - 笹本優子
里見女子野球部3年で部のキャプテン。捕手。
桜花女子大学との練習試合にあたって、当初は部外者である青葉に助っ人を頼むことを快く思っていなかった。しかし試合で意識が変わり､リードの仕方を勉強し直した。女子野球代表セレクションを受けて合格し、代表になる。
小島 美奈子（こじま みなこ）
声 - 松岡由貴
里見女子高校硬式野球部3年。投手。
控え目な性格。桜花女子大学との練習試合で意識が変わり､大学に進学しても野球を続けるつもりらしい。女子野球代表セレクションを受けたが一次選考で不合格。
尾崎（おざき）
声 - 青山桐子
女子野球の強豪と言われている桜花女子大の野球部員。右翼手。左投げ・左打ち。
かなりのバッティングセンスの持ち主。女子野球代表セレクションを受けて合格し、代表になる。
沢口（さわぐち）
声 - 浅野真澄
桜花女子大の女子野球部員。投手。
プライドの高い性格で、里見女子野球部との練習試合で点差を詰められたことから青葉に対抗心を懐き、結果勝利するも、ライバル視するようになる。女子野球代表セレクションを受けて合格し、代表になる。
志摩野 恵（しまの めぐみ）
声 - 皆川純子
竜旺学院高校野球部志摩野忠の従兄弟。通称｢シマケイ｣。
忠と瓜二つの容姿を持ち、性格も彼と似て自信家。女子野球代表セレクションに参加しており、一次選考にてピッチングマシンでの選考に異議を唱え、青葉と当たり勝り気になっていたが、青葉に三振を喰らう。一次選考は不合格。

## テレビアニメ

### アニメ概要
2009年4月5日より、テレビ東京系列(TXN)にて放送が開始された。アニメーション制作は『MÄR-メルヘヴン-』、『メジャー（4th - 6th）』、『ハヤテのごとく!（第1作）』、『絶対可憐チルドレン』など、数多くの週刊少年サンデー作品を制作してきたSynergySPが担当。
『MÄR -メルヘヴン-』・『ハヤテのごとく!』（第1期）・『絶対可憐チルドレン』と「週刊少年サンデー」原作のアニメが続いた日曜朝10時枠での放送となり、あだち充原作の漫画作品では、『H2』以来13年ぶりのテレビアニメ化となる。
ハイビジョン制作、アナログ（標準画質）放送では16:9レターボックスでの放送。同時ネット局のみ字幕放送も実施。全50話。
基本的に原作通りに進むが、月島若葉が第1話で他界する・月島青葉が女子野球に参加するシーンが明確に描かれたり（原作では「日本代表の一次選考を通過した」と僅かに触れられるのみ）、秋季大会の試合シーンも描かれる（原作では台詞で敗因が語られるのみ）など多少の違いがある。また、原作にある性的シーンや表現がカットされている。
キャストのクレジットでは、2役担当している野沢雅子はノモのみ、神田朱未は月島若葉か滝川あかねのいずれか一方のみを表記している。
第16話（7月19日）から第46話（2月21日）までは「ノモのえかきうた」と「クロスゲームクイズ」が交互にアバンパート前におかれている。
作品が高校野球や女子野球を扱っているためスポンサーにわかさ生活が入っており、青葉が福知山成美高等学校女子野球部選手に一球勝負を求める内容のCMが放送されている。また、本編と次回予告の間には野球に打ち込む女子選手を「今日の青葉」として取り上げる「夢見る青葉!」というコーナーが差し込まれる。ナレーションはノモ役の野沢が担当。最終話（第50話）のみ、本編の前に放送された。
アニメ版のキャッチコピーは「あの夏。止まったままの時間が、動きはじめる…」 、「2009年最高のラブストーリー」
サンデーでの連載はアニメ最終回1か月前に終了したばかりであるが、原作最終話までアニメ化された。このため、第49話・第50話の内容は単行本発売に先駆けての放送となった。
テレビアニメは2010年3月28日に最終回を迎え、6年続いた日曜朝10時の小学館アニメ枠は終了。アニメ枠は日曜9時の再放送枠と入れ替わる形となったが、2012年4月開始の『カードファイト!! ヴァンガード アジアサーキット編』で再開されている。
韓国では2010年に韓国教育放送公社（EBS）で放送されていた。これは、日本製アニメの地上波放送が完全に途絶えた2008年以降に韓国の地上波で例外的に編成された純粋な日本製アニメとなっており、EBSで放送された日本製アニメについても本作品が唯一となっている。
あだち充原作アニメの主力製作会社の東宝がアニメ部門から撤退していた頃に製作されたため、2013年に「TOHO animation」の専用ブランドを冠したうえで同様の部門に再参入したのと同時に、ShoProからこの作品のIPと映像保有権を東宝へと譲り受けた。
2013年4月から2014年3月にかけてTOKYO MXでも放送された。2015年12月まで京都放送で放送されていた。

### スタッフ
- 原作 - あだち充[4]
- 監督 - 関田修[4]
- シリーズ構成 - 土屋理敬[4]
- メインキャラクターデザイン - 近藤優次[4]
- サブキャラクターデザイン - 松本朋之
- 美術デザイン - 高橋麻穂
- プロップデザイン - 今野幸一
- 美術監督 - 椋本豊
- 色彩設計 - 大野嘉代子
- 撮影監督 - 坪内弘樹
- 編集 - 小峰博美
- 音響監督 - 高寺たけし
- 音楽 - 中川幸太郎[4]
- 音楽プロデューサー - 田中統英、黒岩利之
- アニメーションプロデューサー - 桜井涼介
- アニメーション制作 - SynergySP[4]
- プロデューサー - 青木俊志（1話 - 13話）→東不可止（14話 - 26話）→和田慎之介（27話 - 50話）、古市直彦
- 製作 - テレビ東京、小学館集英社プロダクション

### 主題歌
オープニングテーマ
「Summer rain」（2009年4月15日発売）
作詞・作曲 - 小渕健太郎 / 編曲・歌 - コブクロ
エンディングテーマ
「恋焦がれて見た夢」（2009年4月22日発売）
作詞・作曲・歌 - 絢香 / 編曲 - 常田真太郎
第1話  - 第13話、第30話、第31話（挿入歌）
「オレンジDays」
作詞・歌 - SQUAREHOOD / 作曲 - SQUAREHOOD & NATABA / 編曲 - NATABA
第14話 - 第26話
「燃えるような恋じゃないけど」
作詞・作曲 - 秋野温 / 編曲・歌 - 鶴
第27話 - 第39話
「リハーサル」
作詞・作曲・歌 - 近藤夏子 / 編曲 - 藤澤慶昌
第40話 - 第49話
「恋スル乙女」※スペシャルエンディング
作詞・作曲・歌 - 近藤夏子 / 編曲 - 藤澤慶昌
第50話

### 各話リスト
| 話数 | サブタイトル        | 脚本     | コンテ         | 演出         | 作画監督                       | 総作画監督 | 放送日         |
| ---- | ------------------- | -------- | -------------- | ------------ | ------------------------------ | ---------- | -------------- |
| 1    | 四つ葉のクローバー  | 土屋理敬 | こでらかつゆき | 関田修       | 宍戸久美子                     | 小丸敏之   | 2009年 4月5日  |
| 2    | 大っ嫌い!           | 土屋理敬 | こでらかつゆき | 鈴木孝聡     | 松本朋之                       | -          | 4月12日        |
| 3    | ちゃんと?           | 白根秀樹 | 藤本義孝       | 緒方隆秀     | 田辺謙司                       | 藤崎賢二   | 4月19日        |
| 4    | 秘密兵器            | 末永光代 | 福田道生       | 藤本義孝     | 徳田夢之介                     | 小丸敏之   | 4月26日        |
| 5    | ナベ貸してくれる?   | 福田裕子 | 川口敬一郎     | 川口敬一郎   | 近藤優次                       | -          | 5月3日         |
| 6    | 誰だ? おまえ        | 土屋理敬 | 藤本義孝       | 藤本義孝     | Kim Yoon Joung                 | 藤崎賢二   | 5月10日        |
| 7    | 面食いなんです      | 福田裕子 | こでらかつゆき | 松本マサユキ | 宍戸久美子 小丸敏之            | 小丸敏之   | 5月17日        |
| 8    | 似てるんだ          | 末永光代 | 大宙征基       | 鈴木孝聡     | 松本朋之                       | -          | 5月24日        |
| 9    | しまって行こー      | 白根秀樹 | 藤本義孝       | 緒方隆秀     | 田辺謙司                       | 藤崎賢二   | 5月31日        |
| 10   | 冗談はよせ          | 白根秀樹 | 福田道生       | 藤本義孝     | 徳田夢之介                     | 小丸敏之   | 6月7日         |
| 11   | ニヤニヤするな      | 末永光代 | 川口敬一郎     | 川口敬一郎   | 近藤優次                       | -          | 6月14日        |
| 12   | 勝負しなさい!       | 土屋理敬 | 藤本義孝       | 藤本義孝     | Kim Yoon Joung                 | 藤崎賢二   | 6月21日        |
| 13   | 夏合宿?             | 福田裕子 | こでらかつゆき | 松本マサユキ | 宍戸久美子 島崎知美            | 小丸敏之   | 6月28日        |
| 14   | 何点?               | 白根秀樹 | 大宙征基       | 鈴木孝聡     | 松本朋之                       | -          | 7月5日         |
| 15   | もっと楽しめよ      | 福田裕子 | 藤本義孝       | 緒方隆秀     | 田辺謙司                       | 藤崎賢二   | 7月12日        |
| 16   | 知るか              | 末永光代 | 福田道生       | 小野田雄亮   | 徳田夢之介                     | -          | 7月19日        |
| 17   | シンドイな          | 土屋理敬 | こでらかつゆき | 関田修       | 近藤優次                       | -          | 7月26日        |
| 18   | オーディション?     | 白根秀樹 | 藤本義孝       | 藤本義孝     | Kim Yoon Joung                 | 藤崎賢二   | 8月2日         |
| 19   | 思い出の…           | 福田裕子 | 福田道生       | 小野田雄亮   | 早川ナオミ 松岡秀明 青木真理子 | -          | 8月9日         |
| 20   | 朝見水輝            | 末永光代 | 大宙征基       | 鈴木孝聡     | 松本朋之                       | -          | 8月16日        |
| 21   | 何はともあれ        | 末永光代 | 藤本義孝       | 緒方隆秀     | 田辺謙司                       | 藤崎賢二   | 8月23日        |
| 22   | なめてたでしょ      | 土屋理敬 | こでらかつゆき | 松本マサユキ | 岡辰也 島崎知美                | 小丸敏之   | 8月30日        |
| 23   | 逆転するよね?       | 土屋理敬 | 寺岡巌         | 鈴木孝聡     | 近藤優次                       | -          | 9月6日         |
| 24   | やめるなよ          | 福田裕子 | 藤本義孝       | 藤本義孝     | Kim Yoon Joung                 | 藤崎賢二   | 9月13日        |
| 25   | 光栄ですね          | 白根秀樹 | こでらかつゆき | 松本マサユキ | 島崎知美 敷島博英              | 小丸敏之   | 9月20日        |
| 26   | 知ってるよ          | 末永光代 | 藤本義孝       | 藤本義孝     | 松本朋之                       | -          | 9月27日        |
| 27   | …かもしんない       | 白根秀樹 | 大宙征基       | 緒方隆秀     | 田辺謙司                       | 藤崎賢二   | 10月4日        |
| 28   | 終わらせようぜ      | 末永光代 | 福田道生       | 小野田雄亮   | 元昌喜                         | 藤崎賢二   | 10月11日       |
| 29   | だれがァ!?          | 福田裕子 | こでらかつゆき | 鈴木孝聡     | 近藤優次                       | -          | 10月18日       |
| 30   | 若葉                | 土屋理敬 | 関田修         | 関田修       | 小丸敏之                       | -          | 10月25日       |
| 31   | 年をとるのかなァ    | 土屋理敬 | 藤本義孝       | 藤本義孝     | Kim Yoon Joung                 | 藤崎賢二   | 11月1日        |
| 32   | ちょっと            | 白根秀樹 | こでらかつゆき | 松本マサユキ | 島崎知美 井口忠一              | 小丸敏之   | 11月8日        |
| 33   | はたまた運命…か     | 末永光代 | 藤本義孝       | 藤本義孝     | 松本朋之                       | -          | 11月15日       |
| 34   | あけまして          | 土屋理敬 | 大宙征基       | 緒方隆秀     | 田辺謙司                       | 藤崎賢二   | 11月22日       |
| 35   | 2月14日             | 福田裕子 | 熊沢祐嗣       | 羽原久美子   | Kim Young Sik                  | 小丸敏之   | 11月29日       |
| 36   | 女子野球へ!?        | 白根秀樹 | こでらかつゆき | 鈴木孝聡     | 近藤優次                       | -          | 12月6日        |
| 37   | よく寝たからでしょ  | 土屋理敬 | 藤本義孝       | 藤本義孝     | Kim Yoon Joung                 | 藤崎賢二   | 12月13日       |
| 38   | 初デートですよ      | 福田裕子 | こでらかつゆき | 松本マサユキ | 島崎知美 敷島博英              | 小丸敏之   | 12月20日       |
| 39   | ずっとずっと        | 末永光代 | 藤本義孝       | 藤本義孝     | 松本朋之                       | -          | 12月27日       |
| 40   | バカたれ!           | 末永光代 | 大宙征基       | 緒方隆秀     | 田辺謙司                       | 小丸敏之   | 2010年 1月10日 |
| 41   | 行くぞ甲子園!       | 福田裕子 | 東海林真一     | 羽原久美子   | Kim Young Sik                  | 小丸敏之   | 1月17日        |
| 42   | それぞれの夏        | 土屋理敬 | こでらかつゆき | 鈴木孝聡     | 近藤優次                       | -          | 1月24日        |
| 43   | あいかわらずだな…   | 白根秀樹 | 藤本義孝       | 藤本義孝     | Kim Yoon Joung                 | 藤崎賢二   | 1月31日        |
| 44   | 失投…か?            | 福田裕子 | こでらかつゆき | 松本マサユキ | 島崎知美 ふくだのりゆき        | 小丸敏之   | 2月7日         |
| 45   | こっちのセリフだろ! | 白根秀樹 | 藤本義孝       | 藤本義孝     | 松本朋之                       | -          | 2月14日        |
| 46   | やーな感じだなァ    | 末永光代 | 大宙征基       | 緒方隆秀     | 田辺謙司                       | 藤崎賢二   | 2月21日        |
| 47   | ウソついてもいいか? | 土屋理敬 | 東海林真一     | 羽原久美子   | Kim Young Sik 西尾公伯         | 小丸敏之   | 3月7日         |
| 48   | よし                | 白根秀樹 | こでらかつゆき | 鈴木孝聡     | 近藤優次                       | -          | 3月14日        |
| 49   | 楽しんでるか?       | 土屋理敬 | 藤本義孝       | 藤本義孝     | Kim Yoon Joung                 | 藤崎賢二   | 3月21日        |
| 50   | 世界中で一番…       | 土屋理敬 | 藤本義孝       | 関田修       | 近藤優次 松本朋之              | -          | 3月28日        |

### 放送局
| 放送地域       | 放送局             | 放送期間                        | 放送日時               | 放送区分       | 備考             |
| -------------- | ------------------ | ------------------------------- | ---------------------- | -------------- | ---------------- |
| 関東広域圏     | テレビ東京         | 2009年4月5日 - 2010年3月28日    | 毎週日曜 10:00 - 10:30 | テレビ東京系列 | 制作局           |
| 大阪府         | テレビ大阪         | 2009年4月5日 - 2010年3月28日    | 毎週日曜 10:00 - 10:30 | テレビ東京系列 |                  |
| 愛知県         | テレビ愛知         | 2009年4月5日 - 2010年3月28日    | 毎週日曜 10:00 - 10:30 | テレビ東京系列 |                  |
| 北海道         | テレビ北海道       | 2009年4月5日 - 2010年3月28日    | 毎週日曜 10:00 - 10:30 | テレビ東京系列 |                  |
| 岡山県・香川県 | テレビせとうち     | 2009年4月5日 - 2010年3月28日    | 毎週日曜 10:00 - 10:30 | テレビ東京系列 |                  |
| 福岡県         | TVQ九州放送        | 2009年4月5日 - 2010年3月28日    | 毎週日曜 10:00 - 10:30 | テレビ東京系列 |                  |
| 日本全域       | AT-X               | 2009年4月15日 - 2010年4月7日    | 毎週水曜 9:00 - 9:30   | CS放送         | リピート放送あり |
| 宮城県         | 東日本放送         | 2009年4月15日 - 2010年4月14日   | 毎週水曜 16:02 - 16:31 | テレビ朝日系列 |                  |
| 京都府         | KBS京都            | 2009年4月18日 - 2010年4月10日   | 毎週土曜 11:00 - 11:30 | 独立UHF局      |                  |
| 秋田県         | 秋田テレビ         | 2009年4月21日 - 2010年4月6日    | 毎週火曜 16:23 - 16:53 | フジテレビ系列 |                  |
| 広島県         | 広島ホームテレビ   | 2009年4月25日 - 2010年4月24日   | 毎週土曜 6:30 - 7:00   | テレビ朝日系列 |                  |
| 石川県         | テレビ金沢         | 2009年4月27日 - 2010年4月12日   | 毎週月曜 15:53 - 16:23 | 日本テレビ系列 |                  |
| 日本全域       | BSジャパン         | 2009年4月30日 - 2010年4月22日   | 毎週木曜 19:30 - 20:00 | BSデジタル放送 |                  |
| 鹿児島県       | 鹿児島テレビ       | 2009年5月3日 - 2010年5月9日     | 毎週日曜 6:15 - 6:45   | フジテレビ系列 |                  |
| 鳥取県・島根県 | 日本海テレビ       | 2009年5月10日 - 2010年5月2日    | 毎週日曜 5:10 - 5:40   | 日本テレビ系列 |                  |
| 青森県         | 青森朝日放送       | 2009年5月15日 - 2010年4月30日   | 毎週金曜 15:55 - 16:25 | テレビ朝日系列 |                  |
| 愛媛県         | 南海放送           | 2009年5月18日 - 2010年5月10日   | 毎週月曜 15:53 - 16:23 | 日本テレビ系列 |                  |
| 静岡県         | 静岡朝日テレビ     | 2009年5月23日 - 2010年5月22日   | 毎週土曜 6:45 - 7:15   | テレビ朝日系列 |                  |
| 長野県         | 長野放送           | 2009年5月26日 - 2010年5月18日   | 毎週火曜 15:30 - 16:00 | フジテレビ系列 |                  |
| 岩手県         | 岩手めんこいテレビ | 2009年5月27日 - 2010年5月19日   | 毎週水曜 16:54 - 17:24 | フジテレビ系列 |                  |
| 日本全域       | キッズステーション | 2009年7月15日 - 2010年7月29日   | 毎週水曜 6:00 - 6:30   | CS放送         | リピート放送あり |
| 和歌山県       | テレビ和歌山       | 2009年10月19日 - 2010年10月18日 | 毎週月曜 19:27 - 19:57 | 独立UHF局      |                  |

| テレビ東京系列 日曜10時00分枠 | テレビ東京系列 日曜10時00分枠   | テレビ東京系列 日曜10時00分枠 |
| 前番組                        | 番組名                          | 次番組                        |
| ----------------------------- | ------------------------------- | ----------------------------- |
| 絶対可憐チルドレン            | クロスゲーム - ここまで小学館枠 | アニメ再放送枠 ↓ 恋するソウル |

## 単行本・他
- 単行本は少年サンデーコミックスから全17巻が発刊された。単行本のカバーの色は、タイトル色から「奇数巻はオレンジ・偶数巻は緑」（帯は1巻を除いてオレンジと緑の2色で、奇数巻ではオレンジが上、偶数巻は逆）の彩色である。（前作の「KATSU!」も同様の趣向だった）
- 単行本裏表紙にある四葉のマークは2巻から16巻までは左の葉の色が薄くなっている。これは、1巻裏表紙で若葉が立っている位置と合わせたものと思われる。最終17巻では、元の濃い葉に戻った。アニメ放送においてもOP曲やスーパー表示・アイキャッチ等で登場する四葉のマークが2話 - 49話において左の葉が薄くなり、最終話で元に戻っている。
- 三部構成で、第一部は「若葉の季節」（1巻）、第二部「青葉の季節」（2巻 - 14巻）、第三部「光の季節[6]」または「四つ葉の季節[7]」（15巻 - 最終巻）となっている。
- 前作であるKATSU!の連載終了後、体力面などの理由により作者は週刊少年サンデーからの引退を考えていた。だが編集者よりキャリアの締めくくりとなる作品をとの提案があり、全15巻程度を予定して本作の連載が開始された。甲子園出場決定をクライマックスとする点についても、尺と既存作品のラストとかぶらないようにすることは当初から意識していた[8][9]。2008年9月での第二部終了後、2009年3月に再開した第三部では、2009年5月発売の『ゲッサン』の創刊号より『QあんどA』の連載が決定していたこともあり、単行本1冊分の連載ごとに数週間から数か月の休載期間を取って、コミックス最新刊の発売とほぼ同時にその続きから連載再開する形式となった。作者はかつて週刊誌と隔週誌・月刊誌での連載を両立した経歴を持つが、クロスゲームでは「寄る年波」[6]により断続的な掲載となってしまったという。また、時期は明言されていないが、連載中にあだちが体調を崩すことがあったと当時の担当が明かしている[7]。
- 連載中は小学館によるあだち充ファンサイトで毎週『クロスゲーム』の扉絵が更新された。